# Ivan Vicelich
Ivan Vicelich (Auckland, 3 de Setembro de 1976) é um ex-futebolista profissional neozelandês, que atuava como meia e defensor. Atualmente é auxiliar técnico no Auckland City.
Vicelich possui origem croata. Seu sobrenome deriva de Vicelić.

## Carreira
Ivan iniciou sua carreira em 1993 pelo Waitakare City, clube que defendeu até 1995, quando se transferiu para o Central United, onde ficou até o ano de 1999. Após passagem pelo Central, Vicelich se transferiu para o Football Kingz, uma recém criada franquia, com sede em sua cidade natal. Jogou pela equipe até o ano de 2001, quando se transferiu para o clube neerlandês do Roda JC. Permaneceu no clube até 2006, quando se transferiu para o RKC Waalwijk, também nos Países Baixos. Continuou no clube, e no país, até o ano de 2008, quando retorna para a Nova Zelândia, dessa vez para jogar pelo Auckland City. Ficou no clube até 2010, vencendo uma vez o campeonato neozelândes e duas vezes a Liga dos Campeões da Oceania. Em 2010 se transfere para o chinês Shenzhen Ruby, ficando apenas uma temporada. Retorna para o Auckland em 2011, se aposentando no clube em 2016, e se tornando um dos maiores ídolos da equipe.
Atualmente, continua no Auckland City, porém na função de auxiliar técnico do treinador anglo-espanhol José Figueira.

## Seleção
Ivan jogou pela Seleção Neozelandesa de Futebol  de 1995 até 2013, disputando as Copa das Confederações de 1999, 2003 e 2009. Também disputou a Copa do Mundo de 2010.
Foi campeão da Copa das Nações da OFC em 1998, 2002 e 2008.
Ao todo, fez 88 jogos e 6 gols pela seleção.

## Títulos

### Seleção
- Copa das Nações da OFC (3): 1998, 2002 e 2008

### Auckland City
- Campeonato Neozelandês (Grande Final) (3): 2008-09, 2013-14, 2014-15
- Campeonato Neozelandês (Temporada Regular) (5): 2008-09, 2011-12, 2013-14, 2014-15, 2015-16
- ASB Charity Cup (3): 2011-12, 2013-14, 2015-16
- Liga dos Campeões da OFC (7): 2008-09, 2009-10, 2011-12, 2012-13, 2013-14, 2014-15, 2016
- Copa dos Presidentes da OFC (1): 2014

### Prêmios Individuais
- Futebolista Neozelandês do Ano (1): 2002